# Славгород (Білорусь)
Славгород або Пропойськ (біл. Слаўгарад, до 1945 біл. Прапошаск, Прапойск) — місто в Могилівській області Білорусі, районний центр Славгородського району.

## Відомі особистості
В поселенні народився:
- Григорович Іван Іванович (1792—1852) — білоруський мовознавець, археограф, письменник, редактор.

На хуторі Рогожне біля тодішнього Пропойська народився Воронцов Данило Семенович — електрофізіолог, академік АН УРСР.